# Viktor Kortjnoj

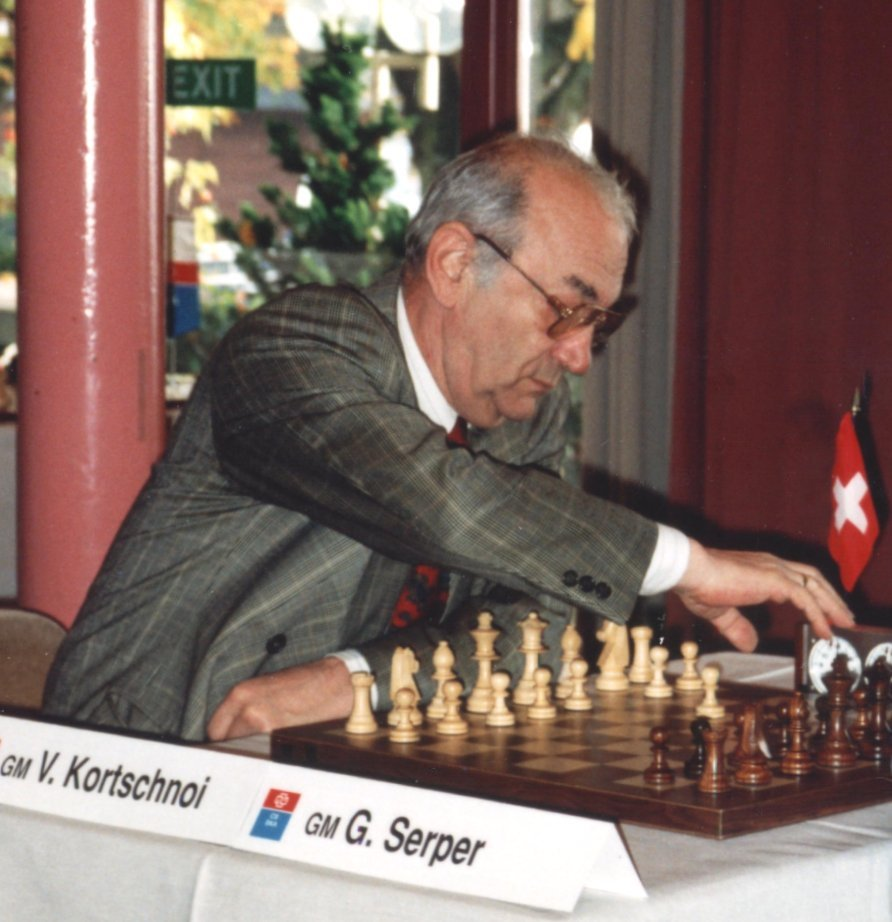
Viktor Kortjnoj under VM i Luzern 1993.

Viktor Lvovitsj Kortjnoj (Ви́ктор Льво́вич Корчно́й), född 23 mars 1931 i Leningrad, dåvarande Sovjetunionen, död 6 juni 2016 i Wohlen, Schweiz, var en professionell rysk-schweizisk schackspelare. 2007 var Kortjnoj den äldste aktive internationelle stormästaren i världen.
Mest känd är han för sina två matcher, 1978 och 1981, om världsmästartiteln mot Anatolij Karpov.
Han sökte politisk asyl i Nederländerna 1976, och flyttade två år senare till Schweiz.